# Carina
För andra betydelser, se Carina (olika betydelser).

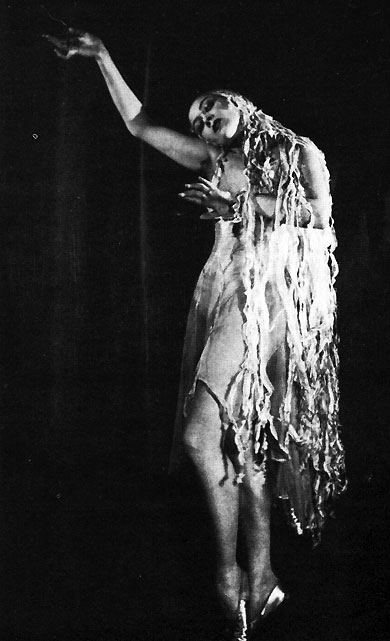
Carina Ari

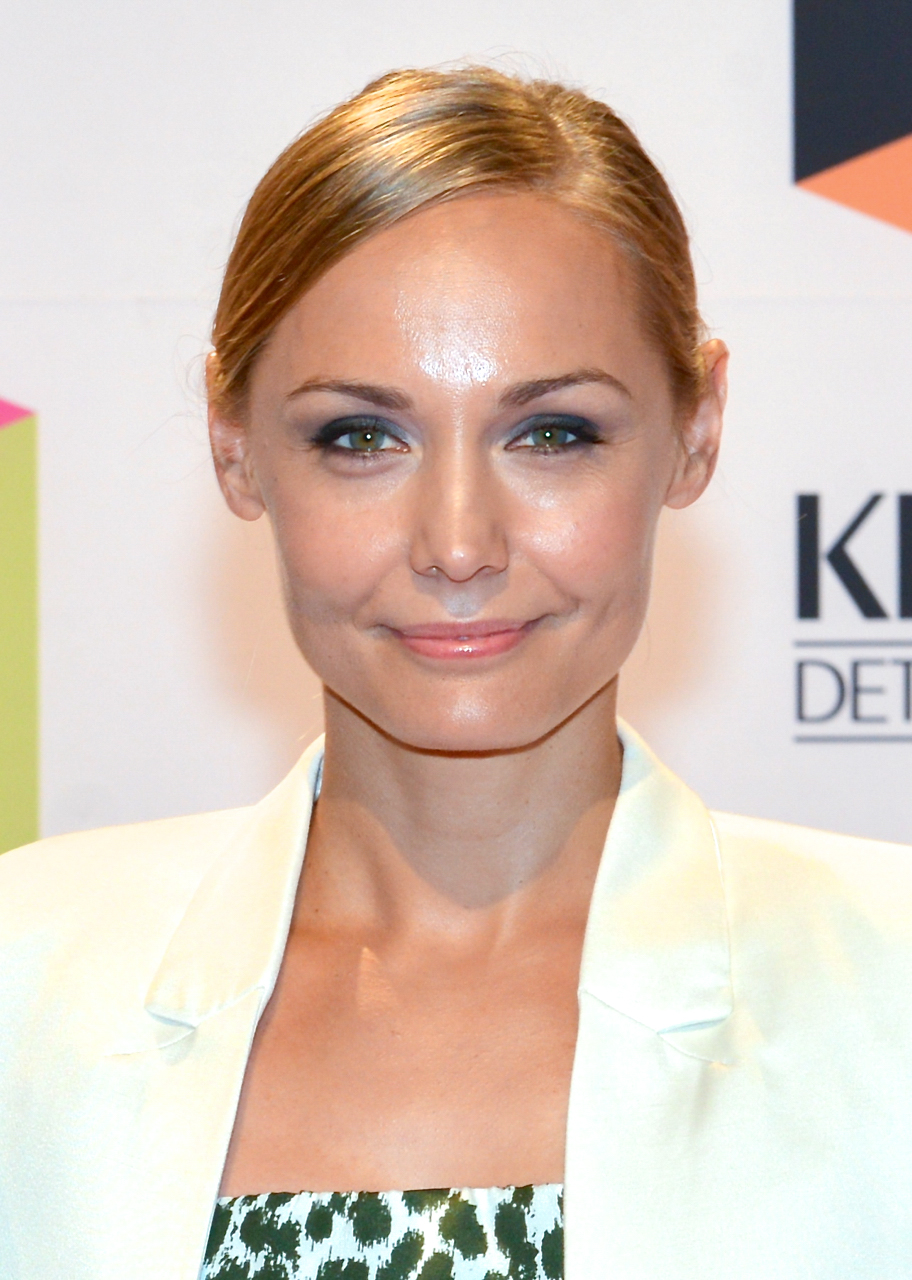
Carina Berg

Kvinnonamnet Carina eller Karina är den kvinnliga formen av det latinska namnet Carinus, som en av de romerska kejsarna hette. Han var i sin tur uppkallad efter sin far; Carus, ett tillnamn som betyder ’kär’, 'omtyckt'. Namnet Carina kan också uppfattas som en variant av Karin som är en svensk form av helgonnamnet Katarina. Den norska formen är Karine, den finska Kaarina. Carina var även en kristen martyr på 300-talet som blev helgonförklarad och hon firas den 7 november tillsammans med sin make Melasippus och sin son Antoninus.[källa behövs] Namnet kom till Sverige i slutet av 1800-talet men infördes i namnsdagslistan först 1986.[källa behövs]
Det äldsta belägget i Sverige är från år 1877. Namnet hade en popularitetstopp under 1960-talet.
Den 31 december 2014 fanns det totalt 51 157 kvinnor folkbokförda i Sverige med namnet Carina eller Karina, varav 32 666 bar det som tilltalsnamn.
Namnsdag i Sverige: 7 maj, (1986–2000: 25 november). I den finlandssvenska namnsdagslängden har Carina namnsdag 25 november sedan 2015. Före det hade Carina namnsdag 4 november 1989–2014.
Carina är dessutom det latinska namnet på stjärnbilden Kölen. Sången Corrine, Corrina har i svensk översättning titeln Carina, Carina. I finalen på Dansbandskampen 2008 framförde Larz-Kristerz sången Carina, som även toppade svenska singellistan.. Låten låg även på Svensktoppen i tio veckor.

## Personer med namnet Carina eller Karina
- Carina Ahrle, svensk skådespelerska
- Carina Ari, svensk dansös
- Karina Bell, dansk skådespelerska
- Carina Berg, svensk TV-programledare
- Carina Boberg, svensk skådespelerska
- Carina Burman, svensk författare och litteraturvetare
- Karina Gauvin, kanadensiska operasångerska
- Carina Hägg, svensk politiker (s)
- Carina Jaarnek, svensk sångerska
- Carina Jingrot, svensk skådespelerska
- Carina Johansson, svensk skådespelerska
- Carina Lidbom, svensk skådespelerska
- Carina Lundberg, svensk företagsledare
- Carina May, svensk skådespelerska
- Carina Moberg, svensk politiker (s)
- Carina Morling, svensk operasångerska
- Carina Ohlsson, svensk politiker (s)
- Carina Rydberg, svensk författare
- Karina Rydberg, svensk sångerska
- Carina Söderman, svensk skådespelerska och sångerska